# BorsodChem

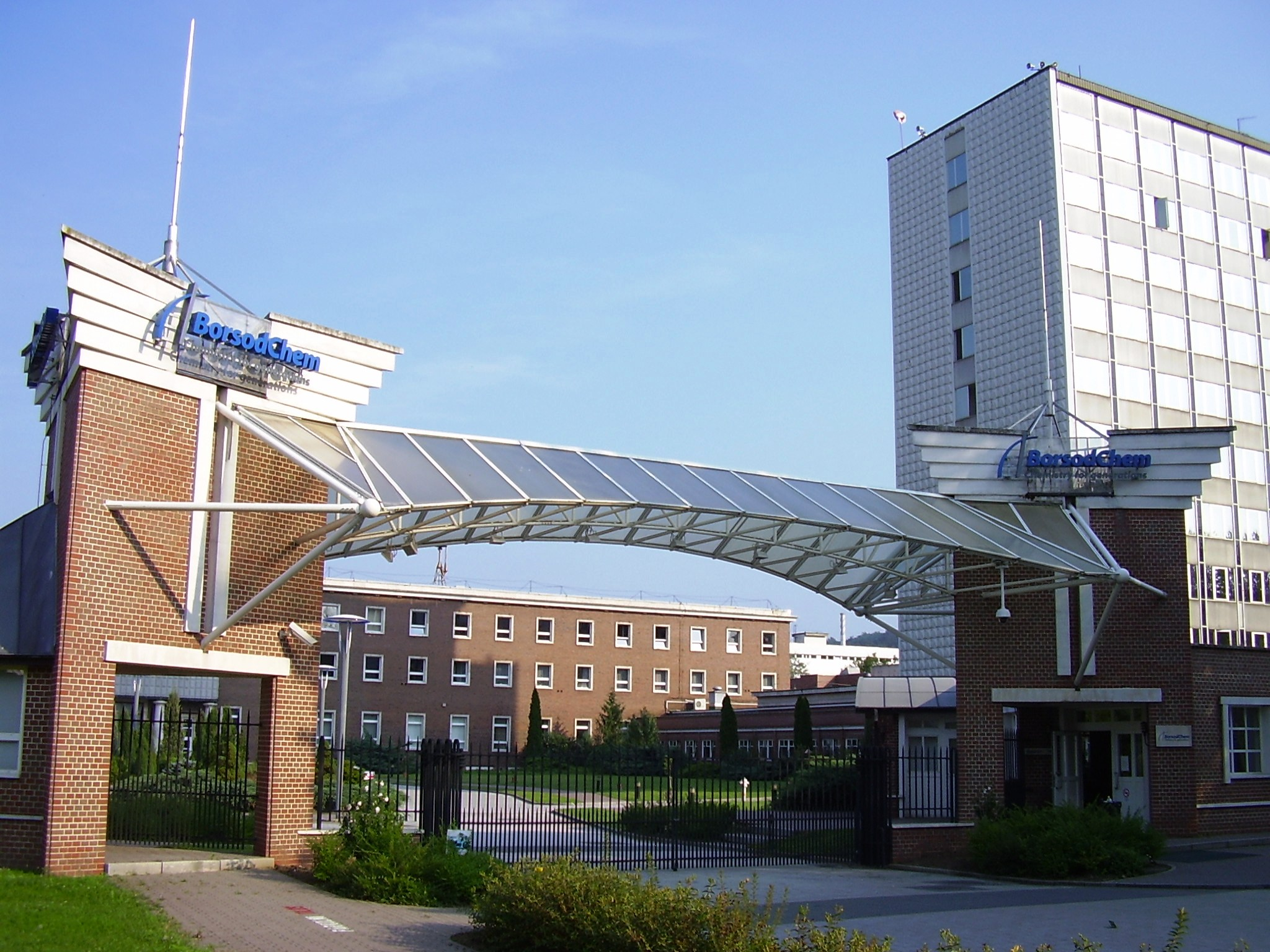

Wanhua-BorsodChem — угорська хімічна компанія, яка спеціалізується на виготовленні ізоціанатів, полівінілхлориду та вінілу. Штаб-квартира знаходиться в Казінцбарциці, Угорщина. Головний завод компанії знаходиться в Казінцбарциці, але виробничі потужності також розташовані в Остраві, Чехія та Кендзежин-Козьлі, Польща. Офіси розташовані в Угорщині, Бельгії, Чехії, Хорватії, Італії та Польщі. 
2008 року новий дослідний центр був відкритий в Геделле, Угорщина.

## Історія
BorsodChem почав свою діяльність з об'єднання кількох угорських хімічних заводів. Перший завод з виробництва Полівінілхлориду розпочав свою діяльність 1963 року.
Офіційно компанія BorsodChem заснована 1991 року, коли вона стала правовласником комбінату Borsodi Vegyi, який у свою чергу відкрився 1949 року. З того часу BorsodChem стала одним з найбільших хімічних підприємств Угорщини. 

## Скандал 2000 року
2000 року офшорна компанія Milford Holdings, яка була зареєстрована в Ірландії, купила 24.7% акцій BorsodChem. Потім перепродала свою частку компанії CIB — угорському дочірньому підприємстві банку Banca Commerciale Italiana. Все це відбувалось за посередництва консалтингової компанії Vienna Capital Partners. В результаті угорський Прем'єр-міністр закликав правоохоронні органи розслідувати цю операцію.

## Сьогодення
2007 року компанію купила Permira, яка згодом, в 2011 році продала BorsodChem холдингу Wanhua Group.
На 2016 рік валовий дохід компанії становив 1,46 млрд. євро.